# Lucasischer Lehrstuhl für Mathematik
Der Lucasische Lehrstuhl für Mathematik (Lucasian Chair of Mathematics) ist ein Lehrstuhl an der Universität Cambridge. Er gilt als einer der prestigereichsten Universitätslehrstühle überhaupt.
Er wurde von Henry Lucas, einem Abgeordneten der Universität im Englischen Unterhaus, im Jahre 1663 gestiftet, indem er der Universität Landbesitz übertrug, um den Lehrstuhl am Trinity College zu finanzieren.
Erster Lucasischer Professor war der Mathematiker Isaac Barrow, dessen Nachfolger 1669 Isaac Newton wurde.

## Liste der Lehrstuhlinhaber
| #  | Ernennungsjahr | Porträt | Name                                    | Gebiet                                    | Amtszeit (Jahre) |
| -- | -------------- | ------- | --------------------------------------- | ----------------------------------------- | ---------------- |
| 1  | 1663           |         | Isaac Barrow (1630–1677)                | Classics und Mathematik                   | 6                |
| 2  | 1669           |         | Sir Isaac Newton (1642–1726)            | Mathematik und Physik                     | 33               |
| 3  | 1702           |         | William Whiston (1667–1752)             | Mathematik                                | 9                |
| 4  | 1711           |         | Nicholas Saunderson (1682–1739)         | Mathematik                                | 28               |
| 5  | 1739           |         | John Colson (1680–1760)                 | Mathematik                                | 21               |
| 6  | 1760           |         | Edward Waring (1736–1798)               | Mathematik                                | 38               |
| 7  | 1798           |         | Isaac Milner (1750–1820)                | Mathematik und Chemie                     | 22               |
| 8  | 1820           |         | Robert Woodhouse (1773–1827)            | Mathematik                                | 2                |
| 9  | 1822           |         | Thomas Turton (1780–1864)               | Mathematik                                | 4                |
| 10 | 1826           |         | Sir George Biddell Airy (1801–1892)     | Astronomie                                | 2                |
| 11 | 1828           |         | Charles Babbage (1791–1871)             | Mathematik und Informatik                 | 11               |
| 12 | 1839           |         | Joshua King (1798–1857)                 | Mathematik                                | 10               |
| 13 | 1849           |         | Sir George Gabriel Stokes (1819–1903)   | Physik und Strömungsmechanik              | 54               |
| 14 | 1903           |         | Sir Joseph Larmor (1857–1942)           | Physik                                    | 29               |
| 15 | 1932           |         | Paul Dirac (1902–1984)                  | Physik                                    | 37               |
| 16 | 1969           |         | Sir Michael James Lighthill (1924–1998) | Strömungsmechanik                         | 10               |
| 17 | 1979           |         | Stephen Hawking (1942–2018)             | Theoretische Physik und Kosmologie        | 30               |
| 18 | 2009           |         | Michael Green (geboren 1946)            | Stringtheorie                             | 6                |
| 19 | 2015           |         | Michael Cates (geboren 1961)            | Statistische Mechanik der Weichen Materie | Amtierend        |